# Blanksvart rovfluga
Blanksvart rovfluga (Andrenosoma atrum) är en tvåvingeart som först beskrevs av Carl von Linné 1758.  Blanksvart rovfluga ingår i släktet Andrenosoma, och familjen rovflugor. Enligt den svenska rödlistan är arten nationellt utdöd i Sverige. . Arten har tidigare förekommit i Götaland och Svealand men är numera lokalt utdöd. Artens livsmiljö är skogslandskap.